# Clinton Smith
Clinton Smith (nacido el 19 de enero de 1964 en Cleveland, Ohio) es un exjugador de baloncesto estadounidense que jugó dos temporadas en la NBA, además de hacerlo en la CBA y la liga francesa. Con 1,98 metros de estatura, jugaba en la posición de alero.

## Trayectoria deportiva

### Universidad
Tras pasar un año en los Buckeyes de la Universidad Estatal de Ohio  y otro en el Central Arizona College, jugó dos temporadas con los Vikings de la Universidad Estatal de Cleveland, en las que promedió 15,5 puntos, 5,4 rebotes y 1,8 asistencias por partido. En su primera temporada fue elegido debutante del año de la Mid-Continent Conference, y ese año y al siguiente fue incluido en el mejor quinteto de la conferencia, liderando en 1986 la clasificación de máximos anotadores con 16,2 puntos por partido.

### Profesional
Fue elegido en la nonagésimo séptima posición del Draft de la NBA de 1986 por Golden State Warriors, con los que jugó una temporada, en la que promedió 3,1 puntos y 1,4 rebotes por partido.
Jugó al año siguiente en los Charleston Gunners de la CBA, y en 1988 fichó por los Albany Patroons, donde jugó dos temporadas. Tras un breve paso por el CSP Limoges, con los que se proclamó subcampeón de la liga francesa, regresó a los Patroons, con los que en 1991 promedió 15,0 puntos y 6,2 rebotes por partido, siendo elegido defensor del año de la CBA.
A punto de acabar la temporada 1990-91 firmó por diez días como agente libre por los Washington Bullets, con los que jugó 5 partidos, en los que promedió 1,4 puntos. Regresó posteriormente a la CBA, donde compitió seis temporadas más en varios equipos diferentes, destacando la temporada 1992-93, en la que promedió 16,9 puntos y 4,6 rebotes con los Rapid City Thrillers.

## Estadísticas de su carrera en la NBA

### Temporada regular
| Temporada | Edad | Equipo                | Liga | Pos. | P  | TIT | MIN | TC  | TCA | %TC  | 3P  | 3PA | %3P  | 2P  | 2PA | %2P  | TL  | TLA | %TL  | R.OF. | R.DEF. | REB | ASIS | ROB | TAP | PER | FP  | PTS |
| 1986-87   | 23   | Golden State Warriors | NBA  | SG   | 41 | 0   | 8.3 | 1.2 | 2.9 | .427 | 0.0 | 0.0 | .000 | 1.2 | 2.8 | .435 | 0.7 | 0.9 | .750 | 0.6   | 0.7    | 1.4 | 1.1  | 0.3 | 0.0 | 0.6 | 0.9 | 3.1 |
| 1990-91   | 27   | Washington Bullets    | NBA  | SG   | 5  | 0   | 9.0 | 0.4 | 0.8 | .500 | 0.0 | 0.0 |      | 0.4 | 0.8 | .500 | 0.6 | 1.2 | .500 | 0.4   | 0.4    | 0.8 | 0.8  | 0.2 | 0.0 | 0.2 | 0.6 | 1.4 |
| Total     |      |                       | NBA  |      | 46 | 0   | 8.4 | 1.1 | 2.6 | .430 | 0.0 | 0.0 | .000 | 1.1 | 2.6 | .437 | 0.7 | 0.9 | .714 | 0.6   | 0.7    | 1.3 | 1.1  | 0.3 | 0.0 | 0.6 | 0.8 | 2.9 |